# Granja Poch
La Granja Poch  fue una empresa dedicada a la comercialización de productos lácteos en Madrid que existió en la primera mitad del siglo XX. 

## Historia
La Granja Poch fue constituida por la familia catalana Poch en San Fernando de Henares (Madrid) entre los años 1916 y 1917. Se trasladaron a Torrelavega para su envío de leche por tren a Madrid para su venta. En los años veinte, empezó a pasteurizar la leche, lo que era una innovación muy importante.
En 1933 se constituyó como sociedad anónima con Nestlé. La familia Poch tenía el 51% mayoritario y Nestlé el 49%. Este acuerdo motivó un crecimiento muy grande llegando a mover 20 000 litros diarios antes de la guerra. Adicionalmente, el acuerdo supuso reducir el precio de recogida a los ganaderos ya que limitó la competencia entre las dos firmas: La Granja Poch se quedaba con las comarcas occidentales (que permitió el salto a Asturias) y Nestlé con las orientales. Además permitió entrar en el floreciente negocio de los quesos. Tenían la Central Lechera en la calle de Moratines 33 (Peñuelas).
La publicidad ayudó a conformar la imagen de la industria no sólo como garante de productos avalados, fiables y  acreditados, sino incluso como la fuente de beneficios para la salud de los consumidores, como puede verse en el anuncio de 1932:

Terminada la instalación de la Central lechera GRANJA POCH, la más moderna de Europa, y puestas ya en servicio las cisternas isotérmicas (verdaderos thermos gigantes de diez mil litros de capacidad) para facilitar el transporte de la leches desde Torrelavega, GRANJA POCH puede ya ofrecer al  público el precio reducidísimo de 70 Cts. LA BOTELLA de leche de inmejorable calidad, pasteurizada y servida a  domicilio en botella de cristal con tapón inviolable de aluminio, único envase verdaderamente higiénico.

En 1933 montó una fábrica en Madrid, antes en Orellana n.º 4. En lugar de vender allí mismo la leche, se distribuía a las lecherías. Por otra parte, utilizaba botellas de vidrio inglesas.
Después de la guerra, creó una fábrica de leche en La Penilla (Cantabria)
En 1952, se promulgó en España una ley que obligaba al consumo de leche pasteurizada o higienizada en las poblaciones con más de 25 000 habitantes.
Finalmente, la empresa Granja Poch cerró en 1955 tras declararse en suspensión de pagos.
Actualidad, existe una plaza en Torrelavega con el nombre de Granja Poch.